# Rochette (Seugne)
Die Rochette (im Oberlauf: Der Maine) ist ein Fluss in Frankreich, der im Département Charente-Maritime in der Region Nouvelle-Aquitaine verläuft. Sie entspringt an der Gemeindegrenze von Salignac-de-Mirambeau und Tugéras-Saint-Maurice, entwässert generell Richtung Nordwest bis Nord und mündet nach rund 29 Kilometern an der Gemeindegrenze von Clion und Mosnac als linker Nebenfluss in die Seugne.

## Orte am Fluss
(in Fließreihenfolge)
- Villexavier
- Saint-Simon-de-Bordes
- Saint-Hilaire-du-Bois
- Saint-Sigismond-de-Clermont